# Manuel Plaza
Manuel Jesus Plaza Reyes (San Bernardo (Chili), 17 maart 1900 – Santiago (Chili), 9 februari 1969) was een Chileense marathonloper en olympisch zilverenmedaillewinnaar.

## Loopbaan
Manuel Plaza werd op de marathon op de Olympische Spelen 1924 zesde in 2:52.54. Op de Spelen in 1928 in Amsterdam liep hij lange tijd op kop, totdat hij een paar kilometer voor de finish ingehaald werd door Algerijn Ahmed Boughéra El Ouafi die Frankrijk vertegenwoordigde. Met 2:33.23 arriveerde hij slechts 26 seconden na El-Ouafi en won een zilveren medaille.
Plaza won daarmee de eerste Olympische medaille namens Chili. Naast de zilveren medaille van speerwerpster Marlene Ahrens won Chili geen enkele andere atletiekmedaille op de Olympische Spelen. Chili won zijn eerste gouden medaille in 2004 in het tennis; Nicolás Massú en Fernando González wonnen goud in het dubbelspel.

## Persoonlijk record
| Afstand  | Tijd    | Jaar |
| -------- | ------- | ---- |
| marathon | 2:33.23 | 1928 |

## Palmares

### Marathon
- 1922:  Latijns Amerikaanse kamp. in Rio de Janeiro - 2:57.00
- 1924: 6e OS - 2:52.54
- 1928:  OS - 2:33.23

## Foto's

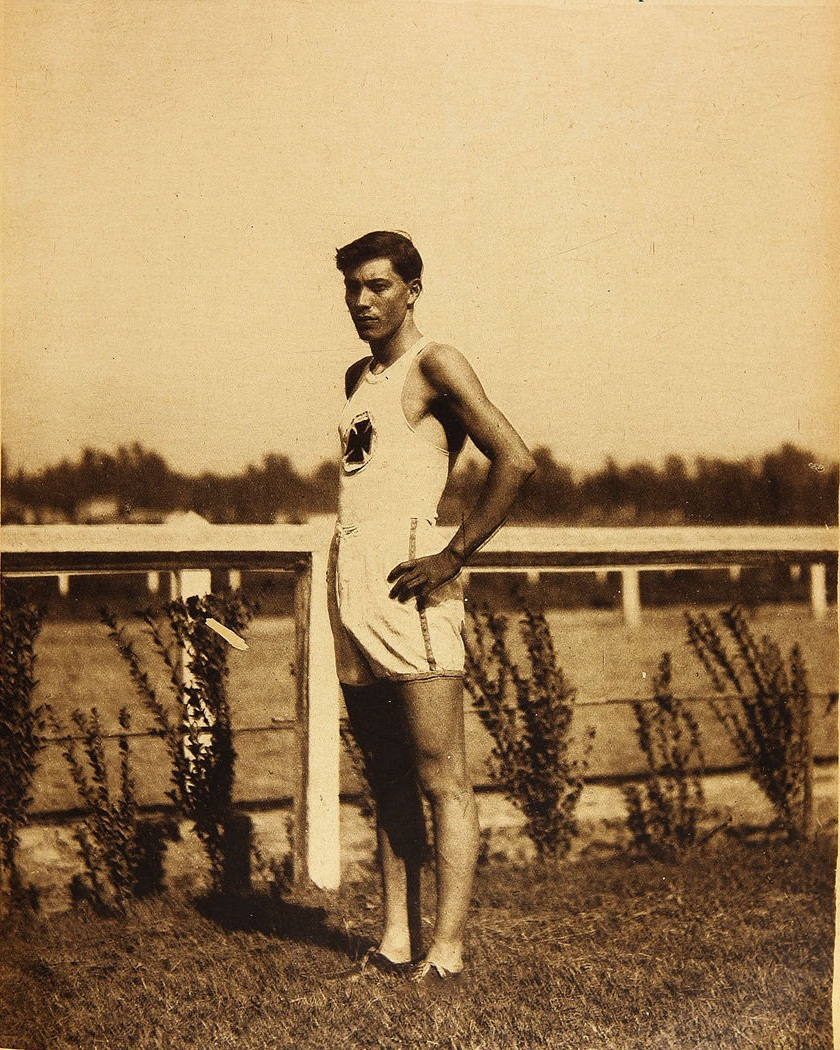
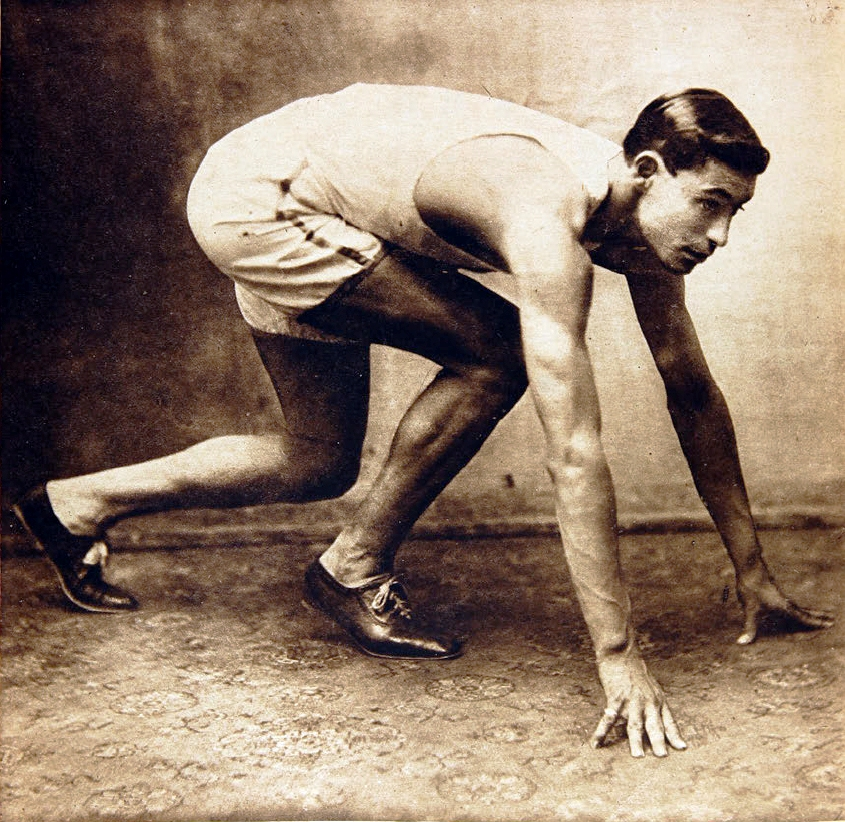